# Erik Trinkaus
El paleoantropólogo estadounidense doctor Erik Trinkaus, (24 de diciembre de 1948) , experto en neandertales, de la Universidad de Washington en St. Louis, opinó en el KAZINFORM sobre el canibalismo neandertal de El Sidrón. El 12 de ??? fue publicado en línea el paper de PNAS sobre el tema.
Trinkaus rescata la parte menos mediática del artículo, que los neandertales son más diversos de lo que se creía previamente. “Los neandertales pueden variar, y algo de esa variación es pautada geográficamente”, dijo. Y esta variación tiene que ver con la separación de los neandertales del norte y del sur de Europa. “El tipo de separación de la que estamos hablando”, dijo Trinkaus, “es lo que llamamos aislamiento por distancia. Esto no quiere decir que necesariamente exista algún tipo de barrera geográfica. Pero donde hay barreras, como las grandes montañas, eso lo acentúa”.
Trincaus está de acuerdo con que habría un contraste en las condiciones de vida de ambos grupos, lo suficiente como para alterar las características de ambos. Por ejemplo, dice, los neandertales del norte podrían haber tenido narices más amplias para así calentar el frío aire que respiraban. “No tenemos los fósiles para demostrar eso al presente”.
En cuanto al canibalismo, Trinkaus dice que hay poco misterio en cuanto a las razones por las cuales los neandertales habrían tenido estallidos. “Yo creo que sólo es que esta gente tenía hambre”, dijo. “Tuvieron períodos de hambrunas estacionales, durante las cuales ellos realmente pasaban hambre y miembros de su grupo social ya estaban muertos, ellos se limitaban a consumir sus restos. Eso es llamado canibalismo de supervivencia”. Y lo comparó a episodios recientes de la historia humana, como el resultado de “accidentes aéreos en las cimas más altas”. Se estará refiriendo al episodio de los Andes. “Yo creo que estamos mirando ese tipo de episodios”, dijo Trinkaus.
Trinkaus es profesor del "Mary Tileston Hemenway" en Antropología Física, en la Universidad Washington en San Luis.